# Maria d'Ayerbo d'Aragona
Maria d'Ayerbo d'Aragona (fl. XVI secolo) è stata una nobile italiana, duchessa di Termoli.

## Biografia
Figlia di Sancio d'Ayerbo, cavaliere catalano, e di sua moglie Bianca Sanz. Il padre giunse in Italia al seguito del re d'Aragona, Alfonso V, e fu creato barone di Simeri.
Sposò Andrea di Capua, duca di Termoli, e fu madre di Ferrante, secondo duca di Termoli e futuro principe di Molfetta.
Rimasta vedova, affiancò Maria Lorenza Longo nella fondazione, presso l'ospedale degli incurabili di Napoli, di un monastero di "convertite" sotto la regola del Terz'ordine di San Francesco (che divenne il primo monastero delle clarisse cappuccine).
Succedette alla Longo come governatrice dell'ospedale e ottenne di esserle sepolta accanto, nella nuda terra, tra le tombe del marito e del figlio.